# Balaka
Balaka é um distrito do Malawi localizado na Região Sul. Sua capital é a cidade de Balaka. 
Neste distrito está a cidade de Nkaya, um importante centro urbano que funciona como o ponto de junção dos sistemas rodoferroviários do país.